# Cueto Cordel

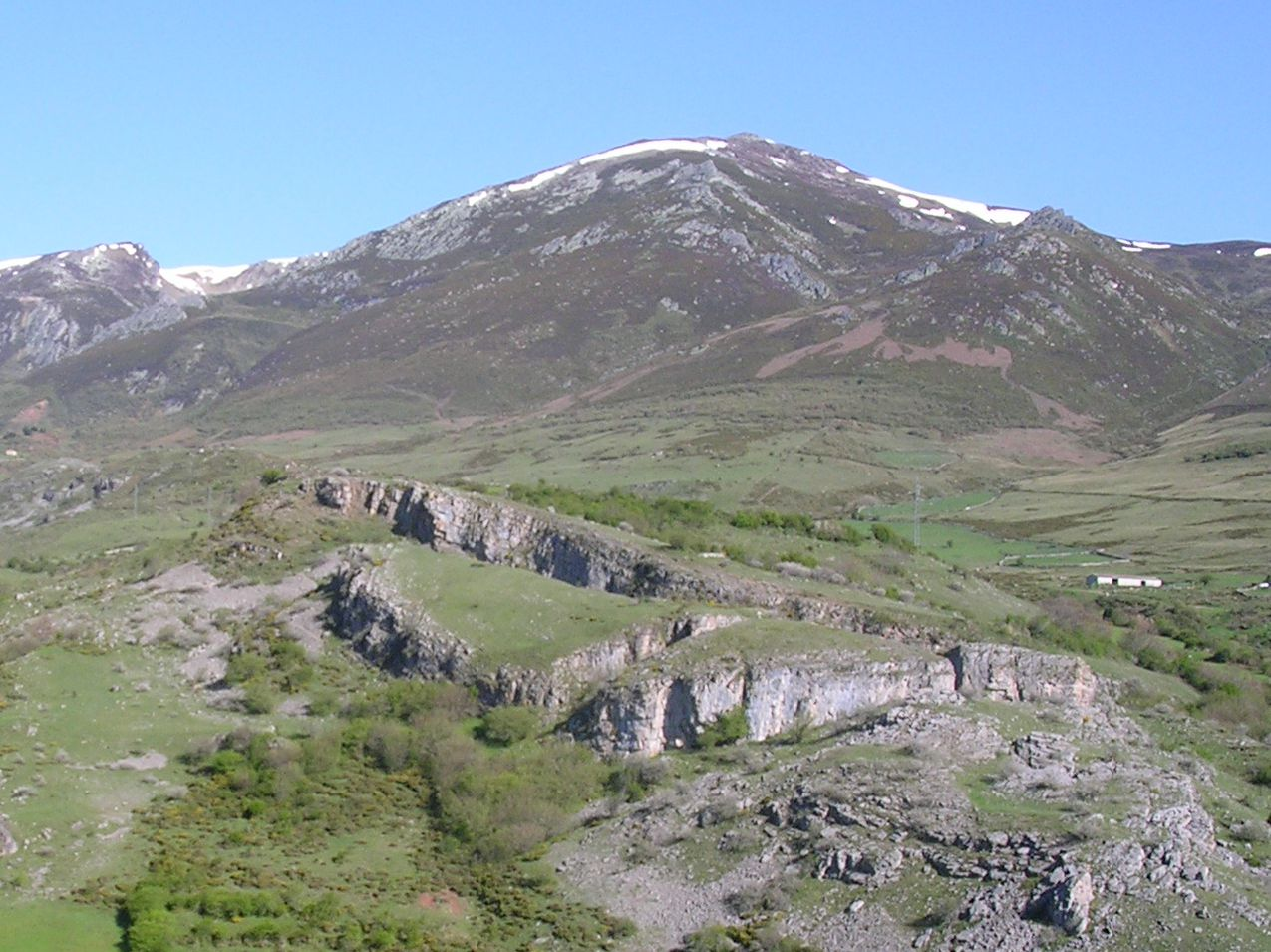
El pico Cordel con su contrafuerte del peñascal de la Señoruca. A la derecha, la Colladía, entre el Cordel y el pico Liguardi. A la izquierda, Cuencagen y Peña Iján. En primer término, el castro, y entre este y la sierra, los invernales de La Pra y la pradería de Nestosa. Foto tomada desde La Cotera de La Lomba

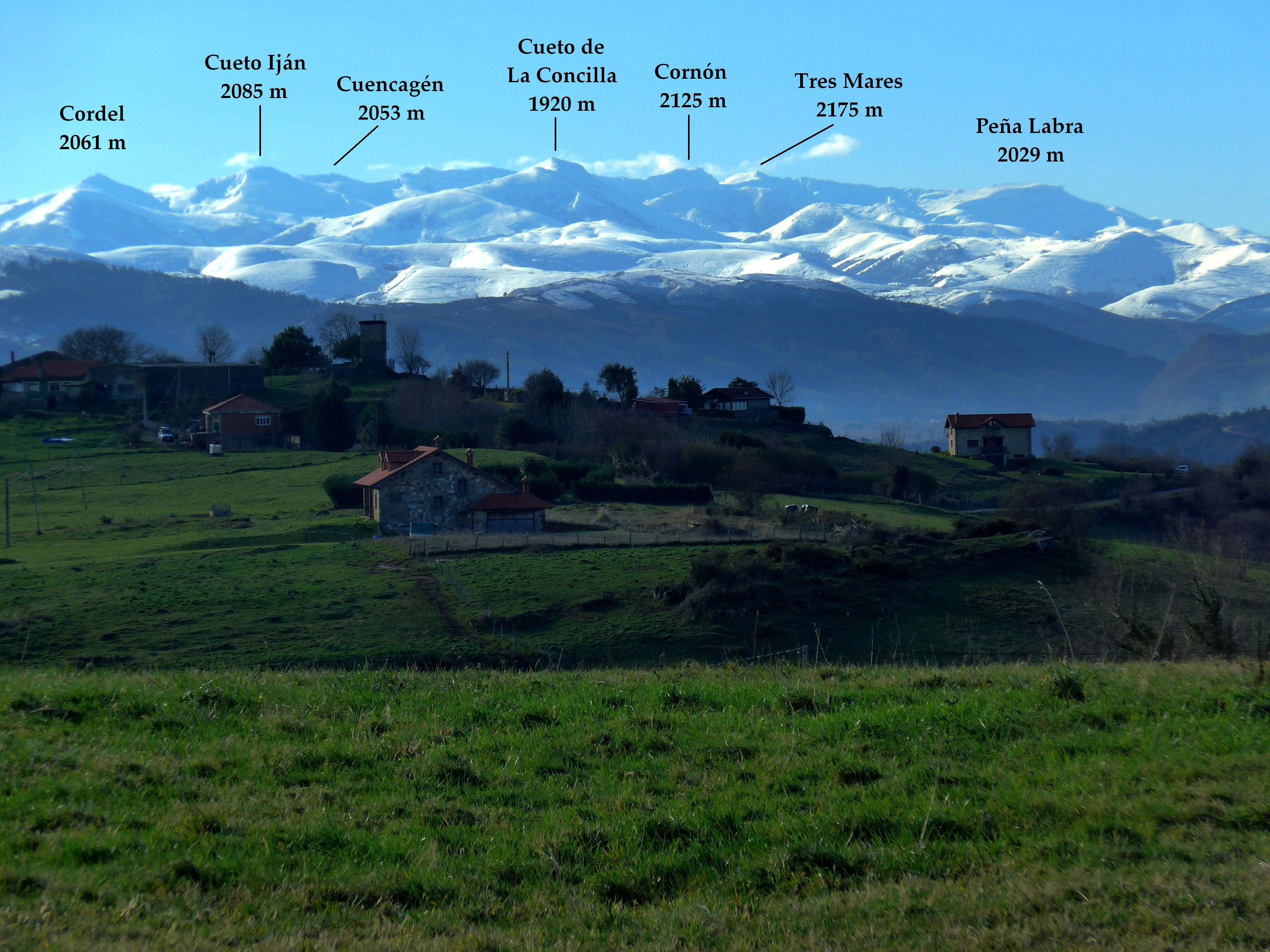
Pico Cordel visto junto a otras cumbres desde Alfoz de Lloredo (Cantabria)

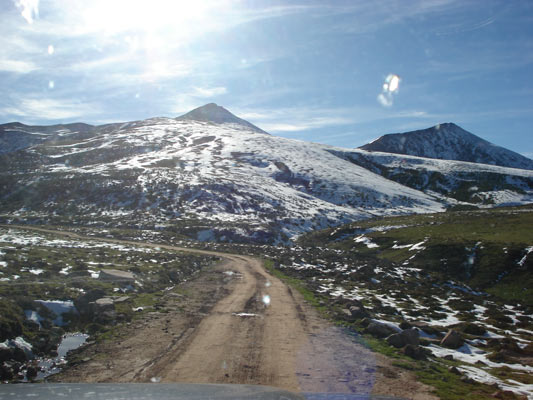
Pico Cordel y el Iján vistos desde la cotera de la Fuente (Sejos) en el parque natural del Saja-Besaya (Cantabria)

El Cueto Cordel o pico Cordel es una montaña plegada de origen cenozoico situada en la parte oriental de la sierra del Cordel, en Cantabria (España). Asentada a 3 kilómetros del poblado de Brañavieja y a 4 del de Abiada en línea recta. La ubicación exacta de su cima en el sistema ETRS89 es 43°2′54″N 4°19.27" W. A nivel administrativo, se encuentra entre el municipio cántabro de Hermandad de Campoo de Suso y la mancomunidad de Campoo-Cabuérniga, en el límite suroccidental del parque natural del Saja-Besaya (mojón número 113).
Tiene una altitud de 2061 metros, siendo el dosmil más oriental de la cordillera Cantábrica. Hacia el este de la citada cordillera, la próxima montaña en superar al Cordel es el pico San Millán, en la sierra de la Demanda.

## El pico y su entorno
La cumbre es cónica y de un llamativo color verde solamente interrumpido por los afloramientos de conglomerados del triásico de la cima y los peñascales de la falda. En ella hay colocado un buzón, una cruz de hierro y varias placas en memoria de montañeros fallecidos. Desde la cumbre se ve gran parte de las provincias de Cantabria, Asturias y Burgos, desde los Picos de Europa y la sierra de Cuera, hasta la sierra de la Demanda (sistema Ibérico).
La vertiente norte se abre hacia los puertos de Sejos, geológicamente un valle glaciar de origen cuaternario donde predominan los pastizales. En esta ladera nacen los arroyos de la Corba y Guariza, que más adelante formarán en río Saja.
En la cara sur, la de mayor pendiente y desnivel, las aguas vierten al río Guares afluente del Híjar. El pie de monte está cubierto de un robledal poco denso que convive con explotaciones agrarias y bosquetes de grandes acebos que superan los 4 m de diámetro basal y los 10 de altura.
Hacia el este, separado por la colladía, se encuentra el pico Liguardi. No se debe confundir el Cueto Ropero (1817 m) o el pico Ropero (1492 m) con ninguna otra elevación de la sierra del Cordel. En dirección opuesta, elevándose progresivamente, se suceden el resto de cumbres de la sierra: Iján (2085 m), Horcada (2102 m), Cornón (2140 m) y Tres Mares (2176 m).
El cueto Cordel al igual que toda la sierra, está formado por materiales sedimentarios, areniscas, conglomerados y lutitas principalmente. Los más jóvenes, pertenecientes a la facies Buntsandstein (Triásico inferior) se encuentran en la vertiente sur, mientras que en la cara norte la eroxión ha hecho aflorar los materiales del Carbonífero superior.

## Ascensión
Se puede hacer cima por cualquier parte, siendo las más frecuentadas las rutas procedentes de Abiada y Hoz de Abiada (1070 m), que remontando el barranco de La Señoruca salen a La Colladía (1726 m) y de ahí a la cima; y la que comienza en Brañavieja (1609 m), un amplio camino se dirige hacia el collado de Cuencage (1903 m), a la derecha del Cueto Cordel. Aunque también es frecuente el acceso a través de la ruta que saliendo desde el collado de la Fuente del Chivo, recorre todas las cumbres de la sierra del Cordel o las procedentes de diversos puntos de los puertos de Sejos.

## Protección
El entorno norte de Cueto Cordel, así como el propio pico, se encuentra dentro de las áreas de protección de la ZEPA de Sierra del Cordel y Cabeceras del Nansa y Saja, el Lugar de Importancia Comunitaria de los Valles Altos del Nansa y Saja y Alto Campoo y el parque natural de Saja-Besaya.

### ZEPA de Sierra del Cordel y Cabeceras del Nansa y Saja
Ubicada en las estribaciones meridionales de la Cordillera Cantábrica, con una superficie de 16 244 ha. Se extiende desde Peña Labra en su vertiente norte hasta el pico Liguardi y la sierra del Cordel, incluyendo el monte Saja y los puertos de Sejos. En este entorno se encuentran algunos de los mejores bosques caducifolios de Cantabria que junto a brezales y pastizales incrementan notablemente la presencia de numerosas especies de aves. Es destacable la presencia de la perdiz pardilla, el chotacabras gris o el alcaudón dorsirrojo, acompañadas por otras aves como el halcón abejero, milano negro, alimoche, diversas especies de águilas, halcón peregrino o aguilucho pálido.

### LIC de los Valles Altos del Nansa y Saja y Alto Campoo
Al igual que la ZEPA, esta figura forma parte de la Red Natura 2000. Abarca las cuencas de los ríos Saja y Besaya, con suaves montañas, que van elevándose a medida que se acercan a la Cordillera Cantábrica. Cuenta con una importante representación de bosques caducifolios (robles, hayas, acebales) y pastizales de alta montaña, con una buena representación de ecosistemas forestales. Derivado del aprovechamiento tradicional ganadero, posee un rico mosaico de pastizales, bosques y matorrales, incrementando la biodiversidad de la zona. Entre la fauna destaca la presencia del oso pardo, que tiene en Alto Campoo el límite oriental de su área de distribución.

### Parque natural de Saja-Besaya
Finalmente, forma parte del territorio de protección del parque natural de Saja-Besaya, declarado tal por ser un área natural poco transformada por la explotación u ocupación humana que, por la belleza de sus paisajes, la representatividad de sus ecosistemas o la singularidad de su flora, su fauna y sus formaciones geomorfológicas, posee valores ecológicos, estéticos, educativos y científicos cuya conservación merece una atención preferente.